# Pseudoplacentela
Pseudoplacentela is een monotypisch geslacht uit de familie Holozoidae en de orde Aplousobranchia uit de klasse der zakpijpen (Ascidiacea).

## Soorten
- Pseudoplacentela smirnovi Sanamyan, 1993